# Bibliothek des Evangelischen Kirchenkreises Dortmund
Die Bibliothek des Evangelischen Kirchenkreises Dortmund ist eine öffentliche, theologisch-religionspädagogische Fachbibliothek. Sie richtet  sich an Religionslehrer, Studierende der Theologie und Religionswissenschaften, Mitarbeitende der Kirchengemeinden, der Kindertageseinrichtungen und Offenen Ganztagsschulen sowie  Pfarrer. Sie befindet sich im Reinoldinum in Dortmund.

## Geschichte
Am 20. September 1840 gründete die Kreissynode Dortmund eine Bibliothek zur Unterstützung der Pfarrer. Die Bibliothek des Evangelischen Kirchenkreises ist damit die älteste noch bestehende Bibliothek Dortmunds. 1903 wurden die Bücher vom Turmraum der Reinoldikirche in das Reinoldi-Konfirmandenhaus überführt. Ein regelmäßiger Anschaffungsetat wurde beschlossen. Ab 1930 wurde die Bibliothek im Bodelschwingh-Haus (Kampstraße) untergebracht. Regelmäßige Öffnungszeiten wurden eingeführt. In der Zeit von 1933 bis 1945 wurden zwei Pfarrer beauftragt, mit Spendengeldern Literatur zum Alten Testament und zum Judentum zu erwerben. Die Bombenangriffe im Zweiten Weltkrieg gefährdeten die Bibliothek. Darum wurde sie 1944 in ein Pfarrhaus in Medebach (Sauerland) ausgelagert. 1948 wurde die Bibliothek im Bodelschwingh-Haus wieder eröffnet. Der Kirchenkreis stattete die Bibliothek mit Mitarbeiterinnen und Mitarbeitern aus. Ein systematischer Katalog wurde erstellt. Die Bibliothek zog in das kirchliche Verwaltungsgebäude in der Jägerstraße. 1987 wurde die Bibliothek um den Bestand einer Mediothek erweitert. Seit 1993 befindet sich die Bibliothek mit der integrierten Mediothek im Reinoldinum. Seit 2001 besteht  eine Kooperation mit dem Medienzentrum der Stadt Dortmund.

## Bestand
- Theologische Grundlagenwerke, Predigthilfen
- Exegetische Literatur, Kommentare zum Alten und Neuen Testament
- Spezialsammlungen zu Judentum und Islam
- Religionspädagogische Grundlagenliteratur
- Religionsbücher und Unterrichtshilfen
- Kinderbibelwochen, Konfirmandenarbeit
- Anschauungsgegenstände zu den Weltreligionen
- Material- und Medienboxen
- Legematerial für Bodenbilder
- Spiele
- DVDs, CDRs, CDs
- Historisch-theologischer Bestand (z. B. „Heilige Schrift“, Übersetzung von Martin Luther, 1588; Christoph Scheibler:  Theologisch-geistliche Goldgrube, 2. Aufl. 1727)[3]